# Лукио (Лука)
Лукио је насеље у Италији у округу Лука, региону Тоскана.
Према процени из 2011. у насељу је живело 46 становника. Насеље се налази на надморској висини од 646 м.